# مار دل بلاتا
مار ديل بلاتا (بالإسبانية: Mar del Plata)‏ هي مدينة في محافظة بوينس آيرس بالأرجنتين. تقع على ساحل المحيط الأطلسي، وتبعد 404 كم عن مدينة بوينس آيرس. قدر عدد سكانها سنة 2009 ب 625605 نسمة، مما يجعلها رابع أكبر مدينة في الأرجنتين بعد بوينس آيرس وكوردوبا وروساريو.

## المناخ
يظهر الجدول التالي التغييرات المناخية على مدار السنة لمار دل بلاتا:
| البيانات المناخية لـمار دل بلاتا                                                                                        | البيانات المناخية لـمار دل بلاتا | البيانات المناخية لـمار دل بلاتا | البيانات المناخية لـمار دل بلاتا | البيانات المناخية لـمار دل بلاتا | البيانات المناخية لـمار دل بلاتا | البيانات المناخية لـمار دل بلاتا | البيانات المناخية لـمار دل بلاتا | البيانات المناخية لـمار دل بلاتا | البيانات المناخية لـمار دل بلاتا | البيانات المناخية لـمار دل بلاتا | البيانات المناخية لـمار دل بلاتا | البيانات المناخية لـمار دل بلاتا | البيانات المناخية لـمار دل بلاتا |
| الشهر | يناير                            | فبراير                           | مارس                             | أبريل                            | مايو                             | يونيو                            | يوليو                            | أغسطس                            | سبتمبر                           | أكتوبر                           | نوفمبر                           | ديسمبر                           | المعدل السنوي                    |
| --- | -------------------------------- | -------------------------------- | -------------------------------- | -------------------------------- | -------------------------------- | -------------------------------- | -------------------------------- | -------------------------------- | -------------------------------- | -------------------------------- | -------------------------------- | -------------------------------- | -------------------------------- |
| الدرجة القصوى °م (°ف)                                                                                                   | 41.6 (106.9)                     | 38.2 (100.8)                     | 36.3 (97.3)                      | 33.0 (91.4)                      | 28.5 (83.3)                      | 25.5 (77.9)                      | 27.7 (81.9)                      | 29.9 (85.8)                      | 30.1 (86.2)                      | 34.4 (93.9)                      | 35.7 (96.3)                      | 39.4 (102.9)                     | 41.6 (106.9)                     |
| متوسط درجة الحرارة الكبرى °م (°ف)                                                                                       | 26.5 (79.7)                      | 25.6 (78.1)                      | 23.9 (75.0)                      | 20.4 (68.7)                      | 16.8 (62.2)                      | 13.6 (56.5)                      | 12.7 (54.9)                      | 14.5 (58.1)                      | 15.9 (60.6)                      | 18.9 (66.0)                      | 21.7 (71.1)                      | 24.5 (76.1)                      | 19.6 (67.3)                      |
| المتوسط اليومي °م (°ف)                                                                                                  | 20.4 (68.7)                      | 19.8 (67.6)                      | 18.2 (64.8)                      | 14.5 (58.1)                      | 11.2 (52.2)                      | 8.4 (47.1)                       | 7.5 (45.5)                       | 8.8 (47.8)                       | 10.4 (50.7)                      | 13.3 (55.9)                      | 15.9 (60.6)                      | 18.5 (65.3)                      | 13.9 (57.0)                      |
| متوسط درجة الحرارة الصغرى °م (°ف)                                                                                       | 14.6 (58.3)                      | 14.3 (57.7)                      | 13.0 (55.4)                      | 9.2 (48.6)                       | 6.3 (43.3)                       | 3.8 (38.8)                       | 3.1 (37.6)                       | 4.1 (39.4)                       | 5.3 (41.5)                       | 7.8 (46.0)                       | 10.2 (50.4)                      | 12.6 (54.7)                      | 8.7 (47.7)                       |
| أدنى درجة حرارة °م (°ف)                                                                                                 | 3.0 (37.4)                       | 1.2 (34.2)                       | 0.2 (32.4)                       | −3.6 (25.5)                      | −3.7 (25.3)                      | −8.0 (17.6)                      | −9.3 (15.3)                      | −6.4 (20.5)                      | −6.3 (20.7)                      | −3.0 (26.6)                      | −2.0 (28.4)                      | −0.2 (31.6)                      | −9.3 (15.3)                      |
| الهطول مم (إنش) | 94.9 (3.74)                      | 93.9 (3.70)                      | 95.7 (3.77)                      | 85.5 (3.37)                      | 66.4 (2.61)                      | 57.4 (2.26)                      | 55.7 (2.19)                      | 55.9 (2.20)                      | 57.3 (2.26)                      | 89.3 (3.52)                      | 81.3 (3.20)                      | 92.8 (3.65)                      | 926.1 (36.46)                    |
| متوسط أيام هطول الأمطار (≥ 0.1 mm)                                                                                      | 8.3                              | 7.9                              | 9.0                              | 9.1                              | 8.6                              | 8.5                              | 8.8                              | 7.9                              | 7.9                              | 9.8                              | 9.6                              | 8.8                              | 104.2                            |
| متوسط الرطوبة النسبية (%)                                                                                               | 74.4                             | 76.9                             | 79.3                             | 80.5                             | 82.4                             | 82.7                             | 82.5                             | 80.8                             | 79.6                             | 78.4                             | 76.5                             | 74.6                             | 79.1                             |
| ساعات سطوع الشمس الشهرية                                                                                                | 288.3                            | 234.5                            | 232.5                            | 195.0                            | 167.4                            | 120.0                            | 127.1                            | 164.3                            | 174.0                            | 210.8                            | 222.0                            | 269.7                            | 2٬405٫6                          |
| نسبة وصول أشعة الشمس | 63                               | 60                               | 54                               | 58                               | 51                               | 41                               | 42                               | 46                               | 47                               | 51                               | 52                               | 59                               | 52                               |
| المصدر #1: Servicio Meteorológico Nacional                                                                              |                                  |                                  |                                  |                                  |                                  |                                  |                                  |                                  |                                  |                                  |                                  |                                  |                                  |
| المصدر #2: Meteo Climat (record highs and lows), Oficina de Riesgo Agropecuario (June record low only), UNLP (sun only) |                                  |                                  |                                  |                                  |                                  |                                  |                                  |                                  |                                  |                                  |                                  |                                  |                                  |

## توأمة
لمار دل بلاتا اتفاقيات توأمة مع كل من:
- سورينتو
- فينيا ديل مار
- فورت لودرديل
- باري
- Porto Recanati [الإنجليزية]‏
- تيانجين
- هافانا
- لا كورونيا
- إسكيا
- بياريتز
- سانت بطرسبرغ
- ميورقة
- كانكون
- سان بينيدتو دل ترونتو
- أتشيريالي
- سالزانو
- Benito Juárez Municipality, Quintana Roo [الإنجليزية]‏

## أعلام
- هيكتور منديز
- إرفين كون
- أستور بيازولا
- خوان اسنايدر
- جييرمو فيلاس